# Christian Becher
Christian Joachim Becher (* 1. Juli 1943 in Limbach; † 24. Januar 2013 in Leipzig) war ein deutscher Kabarettist, Regisseur und Autor.

## Leben
Der Sohn eines Garnfabrik-Arbeiters und einer Gardinennäherin wirkte schon in seiner Jugend in kirchlichen Laienspielen mit.
Nach dem Abitur studierte er an der Leipziger Handelshochschule Wirtschaftswissenschaft.
Bereits als Student gründete er sein erstes, wenn auch nur kurzlebiges Kabarett.
Daneben spielte Becher auf der Studentenbühne der damaligen Karl-Marx-Universität. Dort lernte er Jürgen Hart, Bernd-Lutz Lange und Gunter Böhnke kennen und trat 1966 in das von ihnen gegründete Studentenkabarett „academixer“ ein. Auch nach der Umwandlung des Studentenkabaretts in eine Berufsbühne 1977 blieb Becher weiter Mitglied.
1997 gestaltete er mit „game over“ sein erstes Soloprogramm. Becher war nicht nur als Kabarettist, sondern auch als Regisseur sowohl im eigenen Haus als auch bei anderen Kabaretts und Theatern tätig. Von 2001 bis 2006 war er künstlerischer Leiter der Academixer.

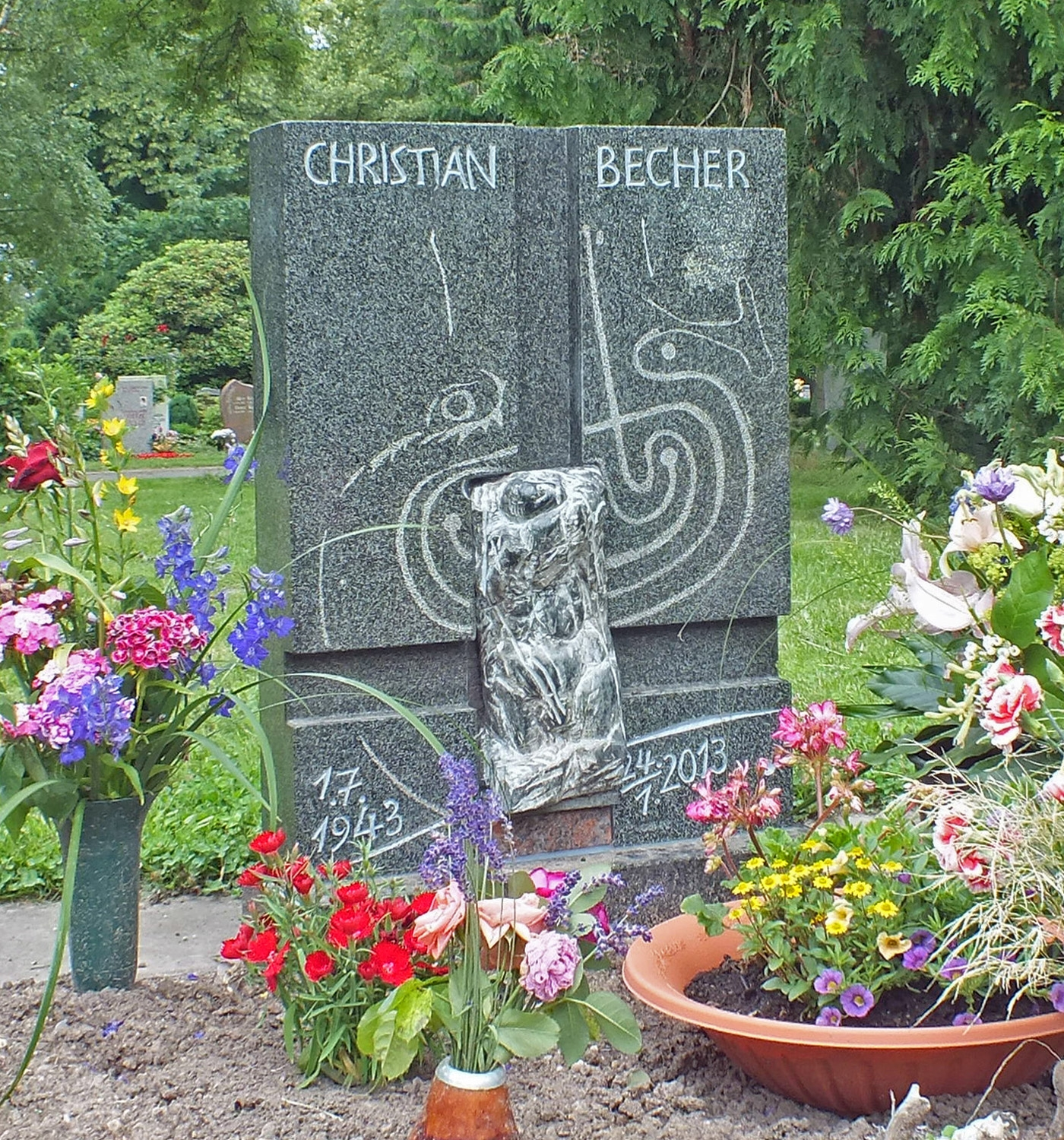
Sein vom Leipziger Bildhauer Klaus Schwabe entworfener Grabstein auf dem Leipziger Südfriedhof

2010 erhielt er für sein Lebenswerk den Lachmesse-Festivalpreis „Leipziger Löwenzahn“.
Neben seiner Tätigkeit als Kabarettist war Becher bis 1989 weiter für die Studentenbühne der Universität (Poetisches Theater) als Darsteller und Regisseur tätig. 1977 inszenierte er im Beyerhaus einen Ringelnatz-Abend, sein erstes eigenes Programm, das an vielen DDR-Bühnen nachgespielt wurde. Vor allem inszenierte er Stücke des in der DDR verpönten absurden Theaters, wie „Warten auf Godot“ von Samuel Beckett, „Die Frau zum Wegschmeißen“ von Dario Fo oder „Wir sind noch einmal davongekommen“ von Thornton Wilder.
Am 24. Januar 2013 starb der zuletzt schwer erkrankte Christian Becher in Leipzig an den Folgen einer Infektion. Er wurde auf dem Leipziger Südfriedhof in Nachbarschaft zu Jürgen Hart und Lene Voigt beigesetzt.